# Derbi de La Roca
El Derbi de la Roca (en inglés: Rock Derbi) es como se conoce popularmente al enfrentamiento entre los dos clubes con más participaciones internacionales de Gibraltar: Lincoln Red Imps y Europa.
La rivalidad nació originalmente con la admisión de Gibraltar en UEFA lo que a su vez permitió que clubes de Gibraltar participen en la Liga de Campeones y en la Liga Europea por primera vez desde la creación de la Liga Nacional. Lincoln Red Imps fue el primero en clasificarse para la Liga de Campeones en 2014 y Europa F.C. fue el primero en clasificarse a la Liga Europea en 2014 también, peleando por dos temporadas seguidas el campeonato y jugando la Copa Pepe Reyes en dos ocasiones consecutivas: En 2015 con victoria para The devils y en 2016 con victoria para The dolphins. En la Premier league 2015-16 Lincoln  se coronó campeón con 76 puntos, 11 más que sus eternos rivales; durante la temporada Lincoln solo dejó escapar 5 puntos en un empate y una derrota contra Europa F.C. acrecentando las rivalidades.
En la temporada 2013-14 Lincoln venció en la final de Rock Cup 2014 a Europa, anteriormente también le había ganado la final de la Premier Cup. En la temporada 2014-15 Lincoln se alzó con la Rock Cup 2015 venciendo a Europa en los cuartos de final, además esa temporada Lincoln se consagró campeón de la liga luego de vencer por 5 a 0 a Europa, aunque este año Europa se logró alzar con la Premier Cup y alcanzó el segundo lugar en la liga. En la temporada 2015-16 Lincoln volvió a ganar en la final de la Rock Cup 2016 frente a Europa. y se volvió a alzar con el título relegando a sus máximos rivales al segundo lugar.
Para la temporada 2016-17 Europa F.C. contrato al mediocampista Liam Walker que anteriormente era jugador de Lincoln Red Imps generando molestias entre los simpatizantes de The Devils, además de Liam el club contrato otra decena de jugadores destacados con el fin de ganar la Premier league 2016-17, justo en el inicio de la temporada Europa se hizo con la Copa Pepe Reyes 2016 dando un duro golpe a Lincoln Red Imps. Europa continuó su racha el resto de la temporada, ganado la Primera División 2016-17 y la Rock Cup 2017.
Lincoln Red Imps ganó las ediciones 2017-18 y 2018-19 de la Primera División y Europa F. C. no fue acreditado  como ganador por la GFA ante la suspensión de la temporada 2019-20. Por otro lado, Lincoln ganó la Copa Pepe Reyes de 2017 y Europa las ediciones 2018 y 2019. La edición 2020 no se jugó ante la falta de campeones en la cop ay liga. Europa ganó la Rock Cup 2017-18 y 2019. 

## Partidos
Se muestran los partidos en el orden cronológico. Todos los partidos fueron jugados en el Estadio Victoria. El 20 de abril de 2021, en el partido de las semifinales de la Rock Cup se produjo el primer  0 - 0 en la historia del clásico. El partido se definió en los penales en favor de Europa. 
| N.º | Equipo 1         | Resultado     | Equipo 2     | Fecha                    | Torneo                           |
| --- | ---------------- | ------------- | ------------ | ------------------------ | -------------------------------- |
| 1   | Lincoln Red Imps | 1 – 1         | Europa F. C. | 9 de noviembre de 2013   | Primera División 2013-14         |
| 2   | Lincoln Red Imps | 1 – 1         | Europa F. C. | 20 de diciembre de 2013  | Premier Cup 2013-14              |
| 3   | Lincoln Red Imps | 4 – 2         | Europa F. C. | 28 de marzo de 2014      | Primera División 2013-14         |
| 4   | Lincoln Red Imps | 1 – 0         | Europa F. C. | 10 de mayo de 2014       | Rock Cup 2014 (final)            |
| 5   | Lincoln Red Imps | 3 – 0         | Europa F. C. | 18 de octubre de 2014    | Primera División 2014-15         |
| 6   | Lincoln Red Imps | 2 – 2         | Europa F. C. | 19 de enero de 2015      | Primera División 2014-15         |
| 7   | Lincoln Red Imps | 1 – 0         | Europa F. C. | 15 de marzo de 2015      | Rock Cup 2015 (cuartos de final) |
| 8   | Lincoln Red Imps | 5 – 0         | Europa F. C. | 2 de mayo de 2015        | Primera División 2014-15         |
| 9   | Lincoln Red Imps | (t. e.) 3 – 2 | Europa F. C. | 19 de septiembre de 2015 | Copa Pepe Reyes 2015             |
| 10  | Lincoln Red Imps | 1 – 1         | Europa F. C. | 28 de septiembre de 2015 | Primera División 2015-16         |
| 11  | Lincoln Red Imps | 2 – 0         | Europa F. C. | 5 de diciembre de 2015   | Primera División 2015-16         |
| 12  | Lincoln Red Imps | 0 – 2         | Europa F. C. | 29 de febrero de 2016    | Primera División 2015-16         |
| 13  | Lincoln Red Imps | 2 – 0         | Europa F. C. | 22 de mayo de 2016       | Rock Cup 2016 (final)            |
| 14  | Lincoln Red Imps | 0 – 2         | Europa F. C. | 18 de septiembre de 2016 | Copa Pepe Reyes 2016             |
| 15  | Lincoln Red Imps | 0 – 1         | Europa F. C. | 22 de octubre de 2016    | Primera División 2016-17         |
| 16  | Lincoln Red Imps | 3 – 1         | Europa F. C. | 14 de enero de 2017      | Primera División 2016-17         |
| 17  | Lincoln Red Imps | 4 – 1         | Europa F. C. | 8 de abril de 2017       | Primera División 2016-17         |
| 18  | Lincoln Red Imps | 0 – 3         | Europa F. C. | 28 de mayo de 2017       | Rock Cup 2017 (final)            |
| 19  | Lincoln Red Imps | (p.) 2 – 2    | Europa F. C. | 24 de septiembre de 2017 | Copa Pepe Reyes 2017             |
| 20  | Lincoln Red Imps | 3 – 1         | Europa F. C. | 21 de octubre de 2017    | Primera División 2017-18         |
| 21  | Lincoln Red Imps | 1 – 1         | Europa F. C. | 15 de febrero de 2018    | Primera División 2017-18         |
| 22  | Lincoln Red Imps | 1 – 3         | Europa F. C. | 24 de abril de 2018      | Rock Cup 2017-18 (semifinales)   |
| 23  | Lincoln Red Imps | 0 – 0         | Europa F. C. | 28 de abril de 2018      | Primera División 2017-18         |
| 24  | Lincoln Red Imps | 1 – 1 (p.)    | Europa F. C. | 12 de octubre de 2018    | Copa Pepe Reyes 2018             |
| 25  | Lincoln Red Imps | 3 – 2         | Europa F. C. | 25 de noviembre de 2018  | Primera División 2018-19         |
| 26  | Lincoln Red Imps | 1 – 2         | Europa F. C. | 7 de febrero de 2019     | Rock Cup 2019 (octavos de final) |
| 27  | Lincoln Red Imps | 1 – 1         | Europa F. C. | 16 de febrero de 2019    | Primera División 2018-19         |
| 28  | Lincoln Red Imps | 2 – 0         | Europa F. C. | 11 de mayo de 2019       | Primera División 2018-19         |
| 29  | Lincoln Red Imps | 0 – 1         | Europa F. C. | 11 de octubre de 2019    | Copa Pepe Reyes 2019             |
| 30  | Lincoln Red Imps | 1 – 4         | Europa F. C. | 16 de octubre de 2019    | Primera División 2019-20         |
| 31  | Lincoln Red Imps | 0 – 2         | Europa F. C. | 1 de febrero de 2020     | Primera División 2019-20         |
| 32  | Lincoln Red Imps | 2 – 2         | Europa F. C. | 31 de octubre de 2020    | Primera División 2020-21         |
| 33  | Lincoln Red Imps | 3 – 0         | Europa F. C. | 10 de marzo de 2021      | Primera División 2020-21         |
| 34  | Lincoln Red Imps | 0 – 0 (p.)    | Europa F. C. | 20 de abril de 2021      | Rock Cup 2021 (semifinales)      |
| 35  | Lincoln Red Imps | 3 – 1         | Europa F. C. | 1 de mayo de 2021        | Primera División 2020-21         |
| 36  | Lincoln Red Imps | 1 – 3         | Europa F. C. | 22 de septiembre de 2021 | Copa Pepe Reyes 2021             |
| 37  | Lincoln Red Imps | 3 – 1         | Europa F. C. | 17 de octubre de 2021    | Primera División 2021-22         |
| 38  | Lincoln Red Imps | 3 – 3         | Europa F. C. | 30 de enero de 2022      | Primera División 2021-22         |
| 39  | Lincoln Red Imps | –             | Europa F. C. |                          |                                  |
| 40  | Lincoln Red Imps | –             | Europa F. C. |                          |                                  |

### Partidos de definición de campeonatos
| N.º | Equipo 1         | Resultado     | Equipo 2     | Fecha                    | Torneo                   |
| --- | ---------------- | ------------- | ------------ | ------------------------ | ------------------------ |
| 1   | Lincoln Red Imps | 1 – 0         | Europa F. C. | 10 de mayo de 2014       | Rock Cup 2014 (final)    |
| 2   | Lincoln Red Imps | (t. e.) 3 – 2 | Europa F. C. | 19 de septiembre de 2015 | Copa Pepe Reyes 2015     |
| 3   | Lincoln Red Imps | 2 – 0         | Europa F. C. | 22 de mayo de 2016       | Rock Cup 2016 (final)    |
| 4   | Lincoln Red Imps | 0 – 2         | Europa F. C. | 18 de septiembre de 2016 | Copa Pepe Reyes 2016     |
| 5   | Lincoln Red Imps | 0 – 3         | Europa F. C. | 28 de mayo de 2017       | Rock Cup 2017 (final)    |
| 6   | Lincoln Red Imps | (p.) 2 – 2    | Europa F. C. | 24 de septiembre de 2017 | Copa Pepe Reyes 2017     |
| 7   | Lincoln Red Imps | 1 – 1 (p.)    | Europa F. C. | 12 de octubre de 2018    | Copa Pepe Reyes 2018     |
| 8   | Lincoln Red Imps | 2 – 0         | Europa F. C. | 11 de mayo de 2019       | Primera División 2018-19 |
| 9   | Lincoln Red Imps | 0 – 1         | Europa F. C. | 11 de octubre de 2019    | Copa Pepe Reyes 2019     |
| 10  | Lincoln Red Imps | 1 – 3         | Europa F. C. | 22 de septiembre de 2021 | Copa Pepe Reyes 2021     |

1. ↑  El partido se suspendió a los 76 minutos con el marcador 3 - 2 el 28 de marzo por una explosión cerca al Estadio Victoria. El partido se reanudó por 14 minutos el 2 de abril y terminó 4 - 2.
2. 1 2  El partido se definió en la prórroga luego de terminar empatado 2 - 2 en los 90 minutos.
3. 1 2  Lincoln ganó 3 - 1 en los penales luego de empatar en los 90 minutos y los 30 del tiempo extra.
4. 1 2  Europa ganó 4 - 2 en los penales luego de empatar en los 90 minutos y los 30 del tiempo extra.
5. 1 2  En la penúltima fecha, se enfrentaron Lincoln con 63 puntos y Europa con 61, Lincoln ganó y se proclamó campeón a falta de una fecha.
6. ↑  Europa F. C. ganó 4-2 en los penales luego de igualar en los 90 minutos y el tiempo extra.

## Goles
| N.º | Lincoln Red Imps                                                            | Resultado     | Europa F. C.                                           | Fecha                    | Torneo                           |
| --- | --------------------------------------------------------------------------- | ------------- | ------------------------------------------------------ | ------------------------ | -------------------------------- |
| 1   | George Cabrera (1)                                                          | 1 – 1         | Cristian Toncheff (1)                                  | 9 de noviembre de 2013   | Primera División 2013-14         |
| 2   | George Cabrera (1)                                                          | 1 – 1         | Cristian Toncheff (1)                                  | 20 de diciembre de 2013  | Premier Cup 2013-14              |
| 3   | Kyle Casciaro (2) George Cabrera (1) Liam Clarke (1)                        | 4 – 2         | Robert Montovio (2)                                    | 28 de marzo de 2014      | Primera División 2013-14         |
| 4   | Liam Clarke (1)                                                             | 1 – 0         |                                                        | 10 de mayo de 2014       | Rock Cup 2014 (final)            |
| 5   | Joseph Chipolina (1) Roy Chipolina (1) Brian Pérez (1)                      | 3 – 0         |                                                        | 18 de octubre de 2014    | Primera División 2014-15         |
| 6   | Liam Walker (1) Lee Casciaro (1)                                            | 2 – 2         | Cristian Toncheff (1) Javier Tamayo (1)                | 19 de enero de 2015      | Primera División 2014-15         |
| 7   | Liam Walker (1)                                                             | 1 – 0         |                                                        | 15 de marzo de 2015      | Rock Cup 2015 (cuartos de final) |
| 8   | Joseph Chipolina (1) Liam Walker (1) Emmanuel Cristorí (1) J. P. Duarte (2) | 5 – 0         |                                                        | 2 de mayo de 2015        | Primera División 2014-15         |
| 9   | Joseph Chipolina (1) Lee Casciaro (2)                                       | (t. e.) 3 – 2 | José Barranco (1) Guillermo Roldán (1)                 | 19 de septiembre de 2015 | Copa Pepe Reyes 2015             |
| 10  | Bernardo Lopes (1)                                                          | 1 – 1         | Antonio Trujillo (1)                                   | 28 de septiembre de 2015 | Primera División 2015-16         |
| 11  | Joseph Chipolina (1) Kyle Casciaro (1)                                      | 2 – 0         |                                                        | 5 de diciembre de 2015   | Primera División 2015-16         |
| 12  |                                                                             | 0 – 2         | Adrián Pavón (1) Guillermo Roldán (1)                  | 29 de febrero de 2016    | Primera División 2015-16         |
| 13  | Joseph Chipolina (1) Liam Walker(1)                                         | 2 – 0         |                                                        | 22 de mayo de 2016       | Rock Cup 2016 (final)            |
| 14  |                                                                             | 0 – 2         | Enrique Gómez (2)                                      | 18 de septiembre de 2016 | Copa Pepe Reyes 2016             |
| 15  |                                                                             | 0 – 1         | Liam Walker(1)                                         | 22 de octubre de 2016    | Primera División 2016-17         |
| 16  | Lee Casciaro (2) Antonio Calderón (1)                                       | 3 – 1         | Mustapha Yahaya (1)                                    | 14 de enero de 2017      | Primera División 2016-17         |
| 17  | Joseph Chipolina (2) George Cabrera (1) Anthony Bardon (1)                  | 4 – 1         | Enrique Gómez (1)                                      | 8 de abril de 2017       | Primera División 2016-17         |
| 18  |                                                                             | 0 – 3         | Álex Quillo (1) Enrique Gómez (2)                      | 28 de mayo de 2017       | Rock Cup 2017 (final)            |
| 19  | Rafael Aranda (2)                                                           | (p.) 2 – 2    | Enrique Gómez (2)                                      | 24 de septiembre de 2017 | Copa Pepe Reyes 2017             |
| 20  | Anthony Hernández (1) Joseph Chipolina (1) Roy Chipolina (1)                | 3 – 1         | Enrique Carreño (1)                                    | 21 de octubre de 2017    | Primera División 2017-18         |
| 21  | Joseph Chipolina (1)                                                        | 1 – 1         | Antonio González (1)                                   | 15 de febrero de 2018    | Primera División 2017-18         |
| 22  | Anthony Hernández (1)                                                       | 1 – 3         | Guillermo Roldán (1) Enrique Gómez (2)                 | 24 de abril de 2018      | Rock Cup 2017-18 (semifinales)   |
| 23  |                                                                             | 0 – 0         |                                                        | 28 de abril de 2018      | Primera División 2017-18         |
| 24  | Tjay De Barr (1, aut.)                                                      | 1 – 1 (p.)    | Rubo (1)                                               | 12 de octubre de 2018    | Copa Pepe Reyes 2018             |
| 25  | Joseph Chipolina (2) Juanma Ortiz (1)                                       | 3 – 2         | Lee Muscat (1) Manuel Arana (1)                        | 25 de noviembre de 2018  | Primera División 2018-19         |
| 26  | Enrique Gómez (1)                                                           | 1 – 2         | Manuel Suares (1) Manuel Arana (1)                     | 7 de febrero de 2019     | Rock Cup 2019 (octavos de final) |
| 27  | Enrique Gómez (1)                                                           | 1 – 1         | José Montesinos (1, aut.)                              | 16 de febrero de 2019    | Primera División 2018-19         |
| 28  | Enrique Gómez (1) Roy Chipolina (1)                                         | 2 – 0         |                                                        | 11 de mayo de 2019       | Primera División 2018-19         |
| 29  |                                                                             | 0 – 1         | Liam Walker (1)                                        | 11 de octubre de 2019    | Copa Pepe Reyes 2019             |
| 30  | Idelino Colubali (1)                                                        | 1 – 4         | Manuel Suares (2) Sergio Jiménez (1) Liam Walker (1)   | 16 de octubre de 2019    | Primera División 2019-20         |
| 31  | Bernardo Lopes (1, aut.)                                                    | 0 – 2         | Juan Rico (1)                                          | 1 de febrero de 2020     | Primera División 2019-20         |
| 32  | Enrique Gómez (2)                                                           | 2 – 2         | Alejandro Aviles (1) Marco Rosa (1)                    | 31 de octubre de 2020    | Primera División 2020-21         |
| 33  | Enrique Gómez (2) Carlos Martínez (1)                                       | 3 – 0         |                                                        | 10 de marzo de 2021      | Primera División 2020-21         |
| 34  |                                                                             | 0 – 0 (p.)    |                                                        | 20 de abril de 2021      | Rock Cup 2021 (semifinales)      |
| 35  | Enrique Gómez (2) Carlos Martínez (1)                                       | 3 – 1         | Adrián Gallardo (1)                                    | 1 de mayo de 2021        | Primera División 2020-21         |
| 36  | Ethan Britto (1)                                                            | 1 – 3         | Juan Rico (2) Anthony Hernandez (1)                    | 22 de septiembre de 2021 | Copa Pepe Reyes 2021             |
| 37  | Liam Walker(1) Roy Chipolina (1) Enrique Gómez (1)                          | 3 – 1         | Michael Yome (1)                                       | 17 de octubre de 2021    | Primera División 2021-22         |
| 38  | Liam Walker(3)                                                              | 3 – 3         | Juan Rico (1) Michael Yome (1) Roy Chipolina (1, aut.) | 30 de enero de 2022      | Primera División 2021-22         |
| 39  |                                                                             | –             |                                                        |                          |                                  |
| 40  |                                                                             | –             |                                                        |                          |                                  |

1. ↑  El partido se suspendió a los 76 minutos con el marcador 3 - 2 el 28 de marzo por una explosión cerca al Estadio Victoria. El partido se reanudó por 14 minutos el 2 de abril y terminó 4 - 2.
2. ↑  El partido se definió en la prórroga luego de terminar empatado 2 - 2 en los 90 minutos.
3. ↑  Lincoln ganó 3 - 1 en los penales luego de empatar en los 90 minutos y los 30 del tiempo extra.
4. ↑  Europa ganó 4 - 2 en los penales luego de empatar en los 90 minutos y los 30 del tiempo extra.
5. 1 2 3 4  Autogol
6. ↑  En la penúltima fecha, se enfrentaron Lincoln con 63 puntos y Europa con 61, Lincoln ganó y se proclamó campeón a falta de una fecha.
7. ↑  Europa F. C. ganó 4-2 en los penales luego de igualar en los 90 minutos y el tiempo extra.
8. ↑  Juan Rico anotó el gol número 100 en el Derbi de La Roca. Fue al minuto 16, para el 1 - 0 (a favor de Europa) en la Copa Pepe Reyes 2021.

## Goleadores
Sin contar dos goles cuyos autor(es) se desconocen, en total 44 personas han marcado en el Derbi. 107 goles se han anotado en total hasta el 17 de octubre de 2021. 
| N.º   | Jugador                   | Club(es)                                | Goles |
| ----- | ------------------------- | --------------------------------------- | ----- |
| 1     | Enrique Gómez             | Europa F. C. (9), Lincoln Red Imps (10) | 19    |
| 2     | Joseph Chipolina          | Lincoln Red Imps                        | 11    |
| 3     | Liam Walker               | Europa F. C. (3), Lincoln Red Imps (8)  | 11    |
| 4     | Lee Casciaro              | Lincoln Red Imps                        | 5     |
| 5     | Roy Chipolina             | Lincoln Red Imps                        | 4     |
| 6     | George Cabrera            | Lincoln Red Imps                        | 4     |
| 7     | Juan Rico                 | Europa F. C.                            | 4     |
| 8     | Kyle Casciaro             | Lincoln Red Imps                        | 3     |
| 9     | Guillermo Roldán          | Europa F. C.                            | 3     |
| 10    | Manuel Suares             | Europa F. C.                            | 3     |
| 11    | Cristian Toncheff         | Europa F. C.                            | 3     |
| 12    | Liam Clarke               | Lincoln Red Imps                        | 2     |
| 13    | Rafael Aranda             | Lincoln Red Imps                        | 2     |
| 14    | Anthony Hernández         | Lincoln Red Imps                        | 2     |
| 15    | J. P. Duarte              | Lincoln Red Imps                        | 2     |
| 16    | Robert Montovio           | Europa F. C.                            | 2     |
| 17    | Manuel Arana              | Europa F. C.                            | 2     |
| 18    | Carlos Martínez           | Lincoln Red Imps                        | 2     |
| 19    | Michael Yome              | Europa F. C.                            | 2     |
| 20    | Brian Pérez               | Lincoln Red Imps                        | 1     |
| 21    | Bernardo Lopes            | Lincoln Red Imps                        | 1     |
| 22    | Antonio Calderón          | Lincoln Red Imps                        | 1     |
| 22    | Anthony Bardon            | Lincoln Red Imps                        | 1     |
| 23    | Juanma Ortiz              | Lincoln Red Imps                        | 1     |
| 24    | Idelino Colubali          | Lincoln Red Imps                        | 1     |
| 25    | Emmanuel Cristorí         | Lincoln Red Imps                        | 1     |
| 26    | Adrián Gallardo           | Europa F. C.                            | 1     |
| 27    | Alejandro Aviles          | Europa F. C.                            | 1     |
| 28    | Marco Rosa                | Europa F. C.                            | 1     |
| 29    | Adrián Pavón              | Europa F. C.                            | 1     |
| 30    | José Barranco             | Europa F. C.                            | 1     |
| 31    | Mustapha Yahaya           | Europa F. C.                            | 1     |
| 32    | Álex Quillo               | Europa F. C.                            | 1     |
| 33    | Enrique Carreño           | Europa F. C.                            | 1     |
| 34    | Antonio González          | Europa F. C.                            | 1     |
| 35    | Rubo                      | Europa F. C.                            | 1     |
| 36    | Javier Tamayo             | Europa F. C.                            | 1     |
| 37    | Lee Muscat                | Europa F. C.                            | 1     |
| 38    | Antonio Trujillo          | Europa F. C.                            | 1     |
| 39    | Sergio Jiménez            | Europa F. C.                            | 1     |
| 40    | Ethan Britto              | Lincoln Red Imps F. C.                  | 1     |
| 41    | Anthony Hernandez         | Europa F. C.                            | 1     |
| 42    | José Montesinos (autogol) | En favor de Lincoln Red Imps            | 1     |
| 43    | Bernardo Lopes (autogol)  | En favor de Europa F. C.                | 1     |
| 44    | Tjay De Barr (autogol)    | En favor de Europa F. C.                | 1     |
| 45    | Roy Chipolina (autogol)   | En favor de Europa F. C.                | 1     |
| Total | 44 jugadores              | 2 clubes                                | 113   |

1. ↑  Montesinos era jugador de Europa al momento del partido y anotó un autogol
2. ↑  Bernardo Lopes era jugador de Lincoln Red Imps al momento del partido y anotó un autogol.
3. ↑  De Barr era jugador de Lincoln Red Imps al momento del partido y anotó un autogol.
4. ↑  Roy Chipolina era jugador de Lincoln Red Imps al momento del partido y anotó un autogol.

### Goleadores por club

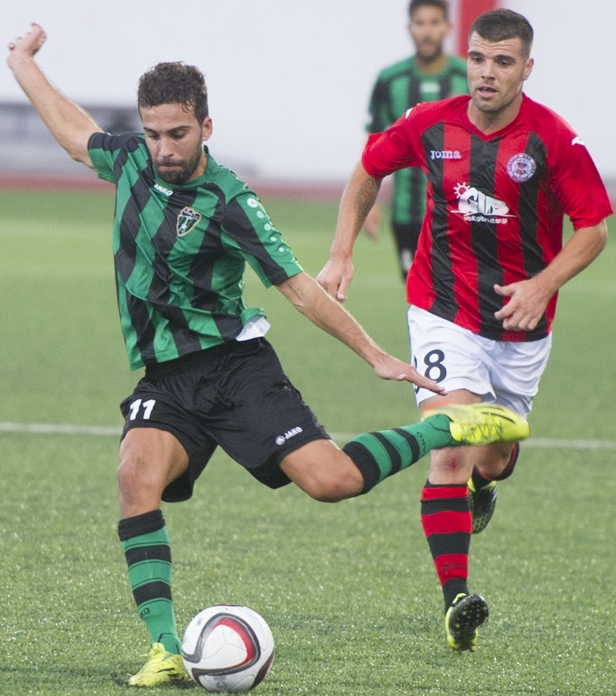
Liam Walker (rojo y negro) en un partido contra Europa F.C. por la Copa Pepe Reyes 2015. El futbolista ha jugado y anotado para ambos clubes.

| Pos.  | Jugador de Lincoln Red Imps | Goles | Jugador de Europa F. C.  | Goles |
| ----- | --------------------------- | ----- | ------------------------ | ----- |
| 1     | Joseph Chipolina            | 11    | Enrique Gómez            | 9     |
| 2     | Enrique Gómez               | 10    | Juan Rico                | 4     |
| 3     | Liam Walker                 | 8     | Cristian Toncheff        | 3     |
| 4     | Lee Casciaro                | 5     | Guillermo Roldán         | 3     |
| 5     | Roy Chipolina               | 4     | Liam Walker              | 3     |
| 6     | George Cabrera              | 4     | Manuel Suares            | 3     |
| 7     | Kyle Casciaro               | 3     | Manuel Arana             | 2     |
| 8     | J. P. Duarte                | 2     | Robert Montovio          | 2     |
| 9     | Rafael Aranda               | 2     | Michael Yome             | 2     |
| 10    | Anthony Hernández           | 2     | Alejandro Aviles         | 1     |
| 11    | Liam Clarke                 | 2     | Marco Rosa               | 1     |
| 12    | Carlos Martínez             | 2     | Adrián Pavón             | 1     |
| 13    | Brian Pérez                 | 1     | José Barranco            | 1     |
| 14    | Bernardo Lopes              | 1     | Adrián Gallardo          | 1     |
| 15    | Antonio Calderón            | 1     | Mustapha Yahaya          | 1     |
| 16    | Anthony Bardon              | 1     | Álex Quillo              | 1     |
| 17    | Juanma Ortiz                | 1     | Enrique Carreño          | 1     |
| 18    | Idelino Colubali            | 1     | Antonio González         | 1     |
| 19    | Emmanuel Cristorí           | 1     | Rubo                     | 1     |
| 20    | Ethan Britto                | 1     | Javier Tamayo            | 1     |
| 21    | José Montesinos (autogol)   | 1     | Lee Muscat               | 1     |
| 22    |                             |       | Antonio Trujillo         | 1     |
| 23    |                             |       | Sergio Jiménez           | 1     |
| 24    |                             |       | Anthony Hernandez        | 1     |
| 25    |                             |       | Bernardo Lopes (autogol) | 1     |
| 26    |                             |       | Tjay De Barr (autogol)   | 1     |
| 27    |                             |       | Roy Chipolina (autogol)  | 1     |
| Total | 21 jugadores                | 64    | 26 jugadores             | 49    |

1. ↑  Montesinos era jugador de Europa al momento del partido y anotó un autogol
2. ↑  Bernardo Lopes era jugador de Lincoln Red Imps al momento del partido y anotó un autogol.
3. ↑  De Barr era jugador de Lincoln Red Imps al momento del partido y anotó un autogol.
4. ↑  Roy Chipolina era jugador de Lincoln Red Imps al momento del partido y anotó un autogol.

### Goleadores por país
| N.º | País      | Jugadores de LRI | Goles   | Jugadores de EFC | Goles  |
| --- | --------- | ---------------- | ------- | ---------------- | ------ |
| 22  | España    | 5 jugadores (+1) | 16 (+1) | 17 jugadores     | 33     |
| 18  | Gibraltar | 13 jugadores     | 45      | 5 jugadores (+2) | 9 (+2) |
| 2   | Argentina | 1 jugador        | 1       | 1 jugador        | 3      |
| 1   | Portugal  | 1 jugador        | 1       | (+1)             | (+1)   |
| 1   | Ghana     | -                | -       | 1 jugador        | 1      |
| 44  | 5 países  | 20+1 jugadores   | 63+1    | 24+3 jugadores   | 46+3   |

1. 1 2 3  Autogoles

## Autogoles
Solo se han anotado 3 autogoles. 
| N.º | Jugador         | Club para el que jugaban | Autogoles |
| --- | --------------- | ------------------------ | --------- |
| 1   | Bernardo Lopes  | Lincoln Red Imps F. C.   | 1         |
| 2   | Tjay De Barr    | Lincoln Red Imps F. C.   | 1         |
| 3   | José Montesinos | Europa F. C.             | 1         |
| 4   | Roy Chipolina   | Lincoln Red Imps F. C.   | 1         |

## Estadísticas
- Actualizado el 30 de enero de 2022.

| Equipo                                | PJ               | PG               | PE               | PP               | GF               | GC               | DG               | Pts.             |
| Primera División                      | Primera División | Primera División | Primera División | Primera División | Primera División | Primera División | Primera División | Primera División |
| ------------------------------------- | ---------------- | ---------------- | ---------------- | ---------------- | ---------------- | ---------------- | ---------------- | ---------------- |
| Lincoln Red Imps                      | 24               | 12               | 8                | 4                | 50               | 29               | +21              | 44               |
| Europa                                | 24               | 4                | 8                | 12               | 29               | 50               | -21              | 20               |
| Rock Cup                              |                  |                  |                  |                  |                  |                  |                  |                  |
| Lincoln Red Imps                      | 7                | 3                | 1                | 3                | 6                | 8                | -2               | 10               |
| Europa                                | 7                | 3                | 1                | 3                | 8                | 6                | +2               | 10               |
| Copa Pepe Reyes                       |                  |                  |                  |                  |                  |                  |                  |                  |
| Lincoln Red Imps                      | 6                | 2                | 0                | 4                | 7                | 11               | -4               | 6                |
| Europa                                | 6                | 4                | 0                | 2                | 11               | 7                | +4               | 12               |
| Copa de la Primera División (extinta) |                  |                  |                  |                  |                  |                  |                  |                  |
| Lincoln Red Imps                      | 1                | 0                | 1                | 0                | 1                | 1                | 0                | 1                |
| Europa                                | 1                | 0                | 1                | 0                | 1                | 1                | 0                | 1                |
| Total                                 |                  |                  |                  |                  |                  |                  |                  |                  |
| Lincoln Red Imps                      | 38               | 17               | 10               | 11               | 64               | 49               | +15              | 61               |
| Europa                                | 38               | 11               | 10               | 17               | 49               | 64               | -15              | 43               |

## Títulos
| Torneo                      | Lincoln Red Imps | Europa F. C. |
| --------------------------- | ---------------- | ------------ |
| Primera División            | 24               | 7            |
| Rock Cup                    | 17               | 8            |
| Copa Pepe Reyes             | 11               | 4            |
| Copa de la Primera División | 15               | 1            |
| Total                       | 67               | 20           |

## En otros deportes
Más allá de que ambos clubes se han enfrentado en muchas otras competencias de fútbol, como en el fútbol femenino, en la Liga Intermedia, en las ligas juveniles y en los torneos de futsal, también ha surgido una rivalidad en el basketball entre el Lincoln Bayside y Europa Valmar. 